# منزل روح الله الخمينيي (قم)
منزل روح الله الخمينيي (بالفارسية: خانه سید روح‌الله خمینی) هو منزل تاريخي يعود إلى عصر دولة بهلوية، ويقع في قم.